# Bistrica z Bučavnico in Beno
Bistrica z Bučavnico in Beno este o arie protejată (arie specială de conservare — SAC, sit de importanță comunitară — SCI) din Slovenia întinsă pe o suprafață de 35,43 ha, integral pe uscat.

## Localizare
Centrul sitului Bistrica z Bučavnico in Beno este situat la coordonatele 46°00′21″N 15°01′30″E / 46.0058°N 15.0251°E.

## Înființare
Situl Bistrica z Bučavnico in Beno a fost declarat sit de importanță comunitară în aprilie 2013 pentru a proteja 1 specie de animale. Situl a fost protejat și ca arie specială de conservare în aprilie 2015.

## Biodiversitate
Situată în ecoregiunea continentală, aria protejată nu include niciun habitat protejat.
La baza desemnării sitului se află o specie protejată de  nevertebrate: Austropotamobius torrentium.